# Bundesgendarmerie

Korpsabzeichen der Bundesgendarmerie (flammende Granate)

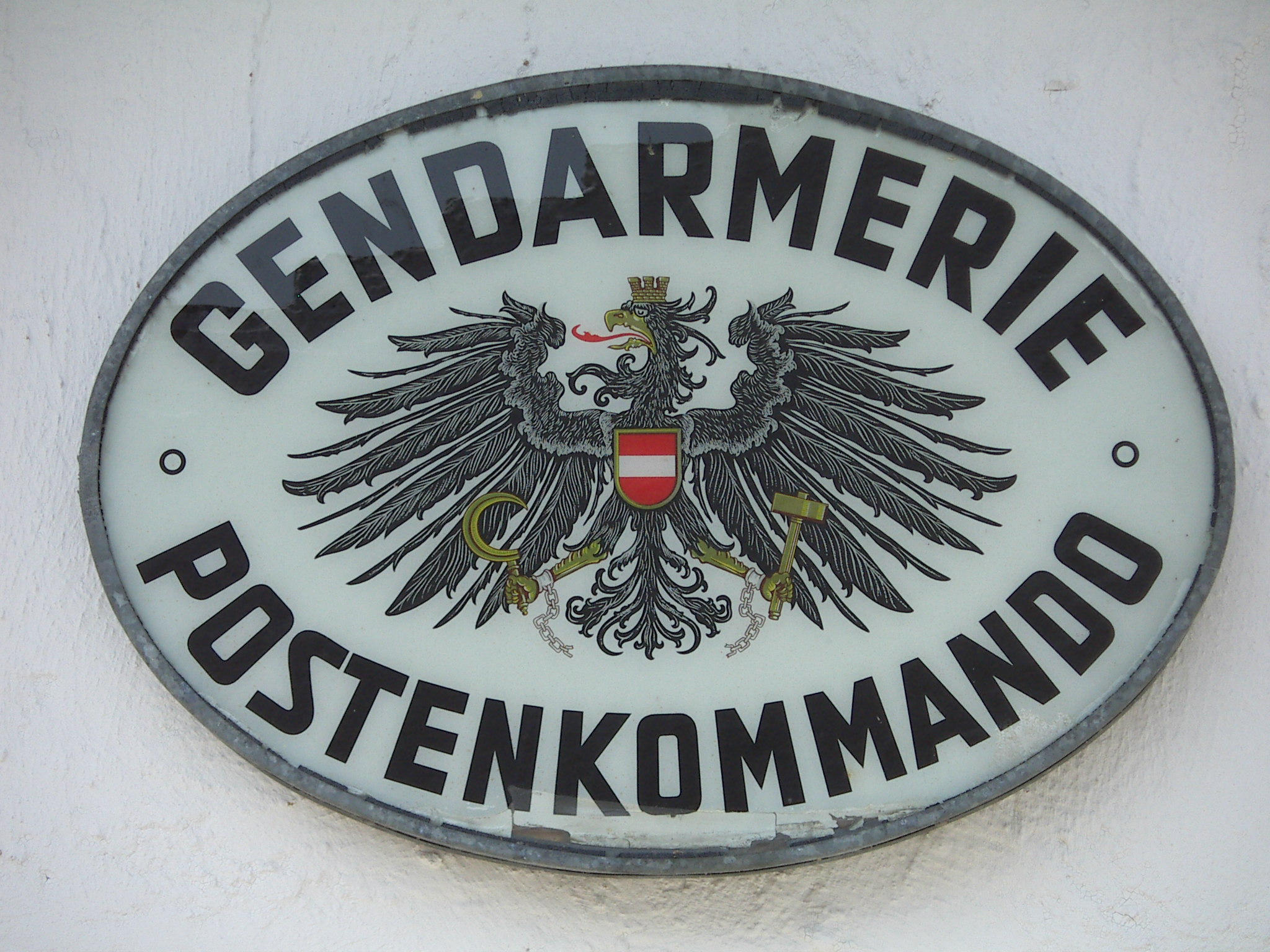
Leuchttafel an Gendarmerieposten

Die Bundesgendarmerie war ein ziviler, jedoch nach militärischem Muster organisierter Wachkörper auf Bundesebene in Österreich. Sie war polizeilich für rund zwei Drittel der Bevölkerung auf etwa 98 % des österreichischen Staatsgebietes zuständig. Mit der Zusammenlegung von Gendarmerie, Bundessicherheitswachekorps und Kriminalbeamtenkorps am 1. Juli 2005 wurde die Bundesgendarmerie in die Bundespolizei überführt.

## Geschichte der österreichischen Gendarmerie

### K.k. Gendarmerie bis 1918

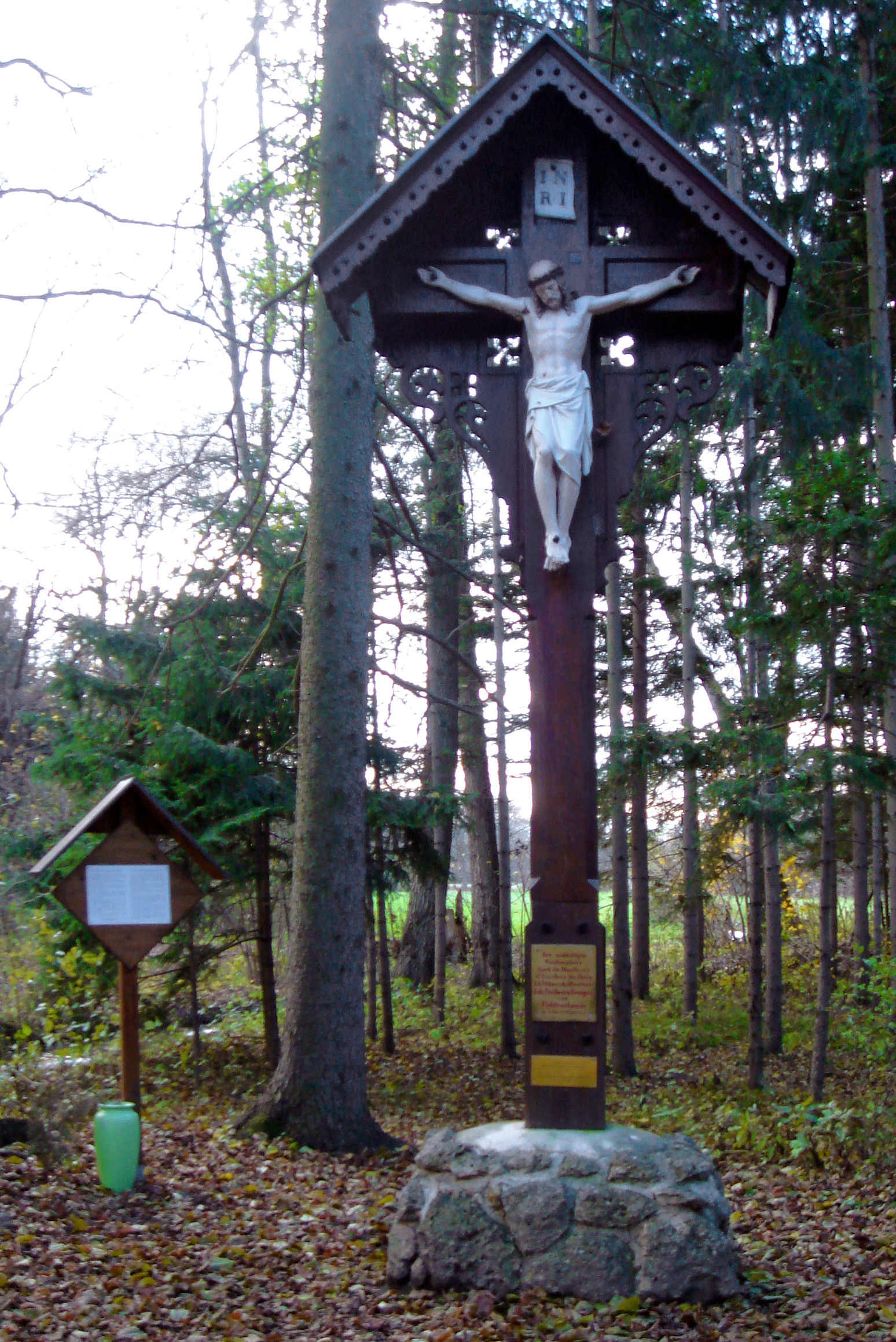
Kempenkreuz bei Wiener Neustadt, gestiftet 1859 vom ersten Generalinspekteur der Gendarmerie, Feldmarschall-Leutnant Johann Franz Kempen von Fichtenstamm

Die Idee zur Gründung der Gendarmerie (von französisch gens d’armes – „Leute mit Waffen“) stammt aus der Zeit der Revolution von 1848. Am 8. Juni 1849 wurde sie als Bestandteil des k.k. Heeres formiert; Feldmarschallleutnant Johann Franz Kempen, Freiherr von Fichtenstamm war der erste „General-Gendarmerie-Inspector“. Konzipiert als militärisch organisierter Wachkörper zunächst für die gesamte Habsburgermonarchie, zog die k.k. Gendarmerie 1867 aus dem ungarischen Reichsteil (Transleithanien) ab, wo fortan ungarische Organe wie die 1881 gegründete k.u. Gendarmerie die Aufrechterhaltung der öffentlichen Ordnung überwachten. Die österreichische Gendarmerie stand ab 1876 unter der Führung des k.k. Landwehrministeriums. Das k.u.k. Kriegsministerium war dann nur mehr für die gemeinsamen Streitkräfte beider Staaten der Realunion Österreich-Ungarn zuständig.
Direkter Vorläufer war das Gendarmerieregiment des lombardisch-venezianischen Königreichs, das nach dem Wiener Kongress 1815 an Österreich gefallen war. Bis dahin war in Österreich als militärisch organisiertes Wachkorps allein das 1776 aufgestellte „Militärische Polizei-Wach-Corps“ (seit 1840: „Militär-Polizei-Commanden“) in den größeren Städten (Wien, Lemberg, Krakau, Przemysl u. a.) bekannt gewesen.
Aufgabe der k.k. Gendarmerie war die Aufrechterhaltung der öffentlichen Ordnung und Sicherheit. Neben der Verbrechensbekämpfung wurde die k.k. Gendarmerie später, in der Zeit des Neoabsolutismus, politisch instrumentalisiert, was ihr den Hass des Bürgertums einbrachte.
Schon vor dem Ersten Weltkrieg wurden bei der Gendarmerie Daktyloskopie und Polizeihunde eingeführt.
Während des Ersten Weltkriegs wurde die Gendarmerie im Hinterland, aber auch als Feldgendarmerie eingesetzt. Nach dem Krieg blieb sie weiterhin militärisch organisiert, wurde aber für zivile Aufgaben eingeteilt. Als Überbleibsel der militärischen Struktur wurden die Gendarmen den übrigen Staatsbeamten erst 1918 gleichgestellt und der Zivilgerichtsbarkeit unterstellt (zuvor waren Militärgerichte für die Gendarmen zuständig).
Die militärischen Ursprünge schlugen sich nach der Umwandlung in einen Zivilwachkörper 1918 in der Beibehaltung des alten Korpsabzeichens nieder, das eine stilisierte Granate darstellt. Auch die graue Uniformfarbe basierte auf der Adjustierung der historischen Landwehr. Die flammende Granate geht ursprünglich auf die Grenadiere zurück, die erstmals zu Anfang des 17. Jahrhunderts aufgestellt wurden und als Eliteeinheiten galten. Während der Napoleonischen Kriege wurden in den von den Franzosen besetzten Gebieten der Habsburgermonarchie in Italien lokale Gendarmerie (darunter die lombardische) aufgestellt die dieses Symbol auf ihren Uniformen trug. Nach Rückeroberung dieser Territorien wurden die lombardischen Gendarmen 1815 in die Österreichische Armee eingereiht, behielten jedoch ihre Adjustierung und Korpsabzeichen. Da die Gendarmen aus der Armee hervorgingen, wurde das Tragen des Granatensymbol beibehalten.

### Zeit bis zum „Anschluss“ an das Deutsche Reich
Nach dem verlorenen Weltkrieg wurde außerdem – in Anbetracht der geschrumpften Größe Österreichs – die Anzahl der Gendarmen deutlich reduziert. 1934 wurde die Gendarmerie erneut in innenpolitischen Kämpfe verstrickt und Nationalsozialisten begannen sie zu infiltrieren.
Die unter der Monarchie geführten militärischen Rangbezeichnungen wurden 1919 (siehe hier) und nochmals 1920 mit Verfügung vom 17. Jänner wie folgt geändert.
Beamte außerhalb des bestehenden Rangklassensystems waren
- Provisorischer Gendarm,
- Gendarm und
- Gendarmerie-Patrouillenleiter.

Nach Erreichen des Rangs Gendarm rückte dieser nach sechs Jahren automatisch zum Patrouillenleiter auf. Nach weiteren sechs Jahren avancierte er zum Rayonsinspektor. Dieser konnte nach Besuch der Chargenschule in eine freie Stelle als Revierinspektor aufrücken. Schließlich war der Aufstieg zum Bezirksinspektor möglich.
Die in Rangklassen eingereihten Beamte waren aufsteigend unterteilt in die:
Zeitvorrückungsgruppe E
- Gendarmerie-Rayonsinspektor,
- Revierinspektor,
- Bezirksinspektor

und
Zeitvorrückungsgruppe C
- Gendarmerie-Abteilungsinspektor bzw. Gendarmerie-Wirtschaftskommissär (ranggleich dem Rittmeister des Bundesheeres),
- Oberinspektor II. Klasse bzw. Wirtschaftsoberkommissär (ranggleich dem Major, später dem Rittmeister I. Klasse),
- Oberinspektor I. Klasse bzw. Wirtschaftsrat (ranggleich dem Oberstleutnant, dann ebenfalls dem Major),
- Landesdirektor bzw. Wirtschaftsinspektor (ranggleich dem Oberst),
- Zentraldirektor (ranggleich dem Generalmajor)

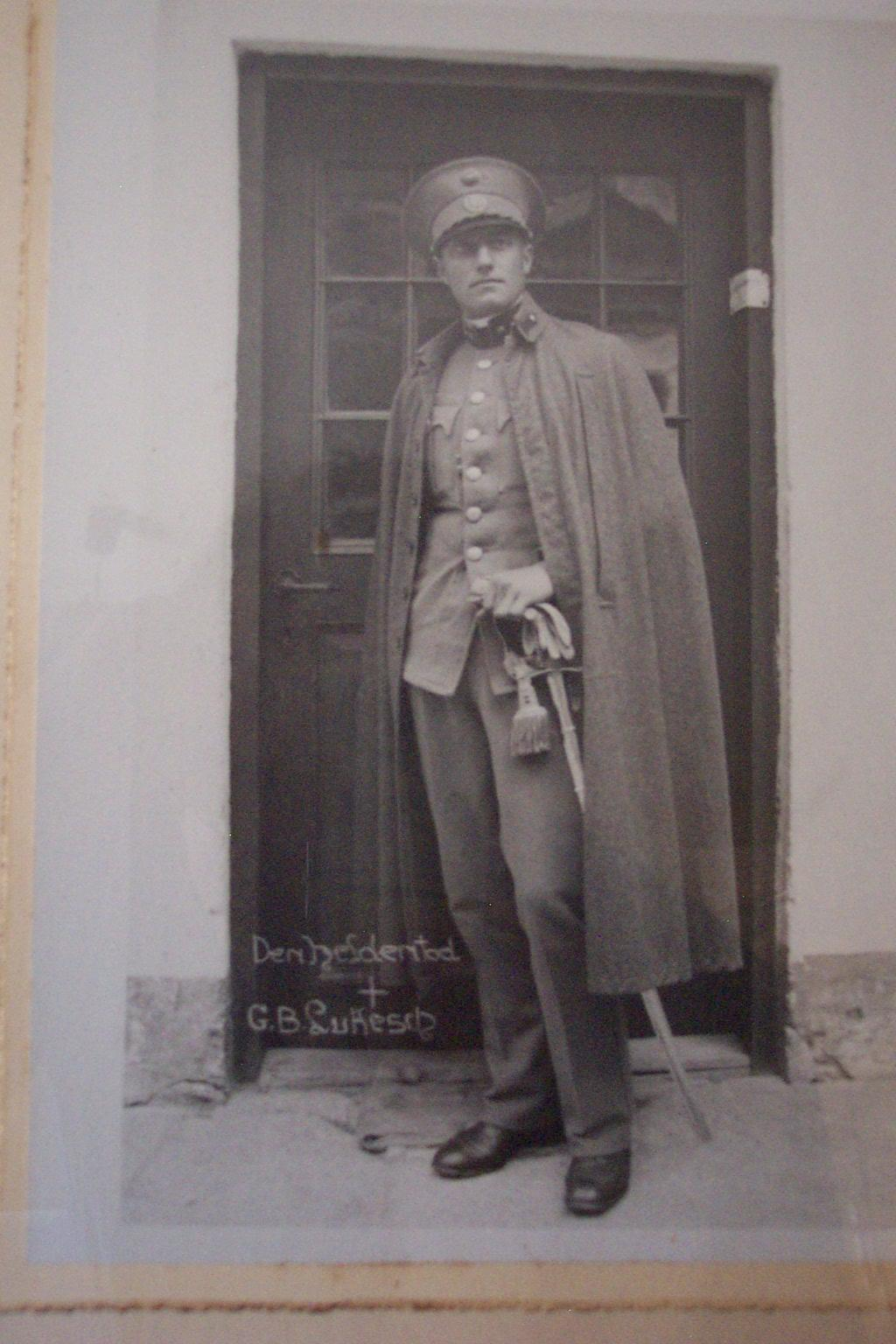
Gendarm in der Zwischenkriegszeit

Die neuen Bezeichnungen und Abzeichen ähnelten jenen der zivilen Sicherheitswache (Polizei), die ihre traditionellen Ränge auch nach dem Ende der Monarchie beibehielt. Es gab allerdings auffällige Abweichungen. So entsprach dem Bundesgendarm der Sicherheitswachmann, dem Patrouillenleiter der Oberwachmann. Die Bundesgendarmerie führte der Zentraldirektor, die Sicherheitswache der Zentralinspektor. Ferner existierte in der Sicherheitswache kein Äquivalent zum Landesdirektor (und später auch nicht zum Vizedirektor) der Bundesgendarmerie.
Bereits Anfang 1920 wurden Distinktionen mit Gradrosetten wieder vorgeschrieben, wie sie ähnlich bis zur Einführung der Gradstreifen 1919 getragen worden waren. Beamte außerhalb des Rangklassensystems legten silberne Rosetten an, goldene Rosetten alle übrigen bis einschließlich Gendarmerie-Abteilungsinspektor bzw. Gendarmerie-Wirtschaftskommissär. Ab der VIII. Rangklasse, also vom Dienstgrad Gendarmerie-Oberinspektor bzw. Gendarmerie-Wirtschaftsoberkommissär aufwärts, eine 4 cm breite goldene dessinierte Kragenborte und silberne Rosetten. Beamte außerhalb des Rangklassensystems trugen außerdem ein senkrechtes, 5 mm breites Silberbörtchen 8 cm vom Kragenende entfernt. Beamte der Zeitvorrückungsgruppe E trugen ein bis drei Goldbörtchen (7 cm lang, 5 mm breit) als Funktionsabzeichen am linken Ärmel; bei Beamten der IX. Rangklasse waren die Börtchen 2,2 cm breit.
Der bis spätestens 1925 neu eingeführte Gendarmerie-Vizedirektor rangierte mit dem Oberstleutnant des Bundesheeres, der mit letzterem bis dahin äquivalente Oberinspektor I. Klasse entsprach fortan nur noch dem Major. Der Oberinspektor II. Klasse war noch eine Zeit lang gleichauf mit einem Major (II. Klasse), rangierte dann aber nur noch mit dem Rittmeister (I. Klasse). 
1919 ersetzte die Tellerkappe den Spitzhelm. 1925 wurde die flammende Granate zum Korpsabzeichen und u. a. auf dem hinteren Ende der Kragendistinktionen geführt. Zeitgleich löste Eisengrau das 1919 eingeführte Khaki (aufgrund des Einkaufs britischer Militärstoffe) als Uniformgrundfarbe ab und blieb es bis zum Ende der Bundesgendarmerie, im Jahr 2005. 
Mit Wirkung zum 1. Jänner 1934 entfielen bei der Zeitvorrückungsgruppe C bzw. bei den leitenden Beamten die zivilen Amtstitel. Sie wurden durch an das Militär angelehnte Bezeichnungen ersetzt. Neu eingeführt wurde außerdem die Amtsbezeichnung Gendarmerie-Oberleutnant, für die bis dahin keine zivile Entsprechung existiert hatte.
| bis 31. Dezember 1933                                       | ab 1. Jänner 1934        |
| ----------------------------------------------------------- | ------------------------ |
| (keine Entsprechung)                                        | Gendarmerie-Oberleutnant |
| Gendarmerie-Abteilungsinspektor                             | Gend.-Rittmeister        |
| Ober-Inspektor II. Klasse                                   | Gend.-Stabsrittmeister   |
| Ober-Inspektor I. Klasse                                    | Gend.-Major              |
| Gendarmerie-Vizedirektor                                    | Gend.-Oberstleutnant     |
| Gendarmerie-Landesdirektor (auch Gend.-Wirtschaftsdirektor) | Gend.-Oberst             |
| Gendarmerie-Zentraldirektor                                 | Gendarmerie-General      |

### Überführung in die deutsche Ordnungspolizei

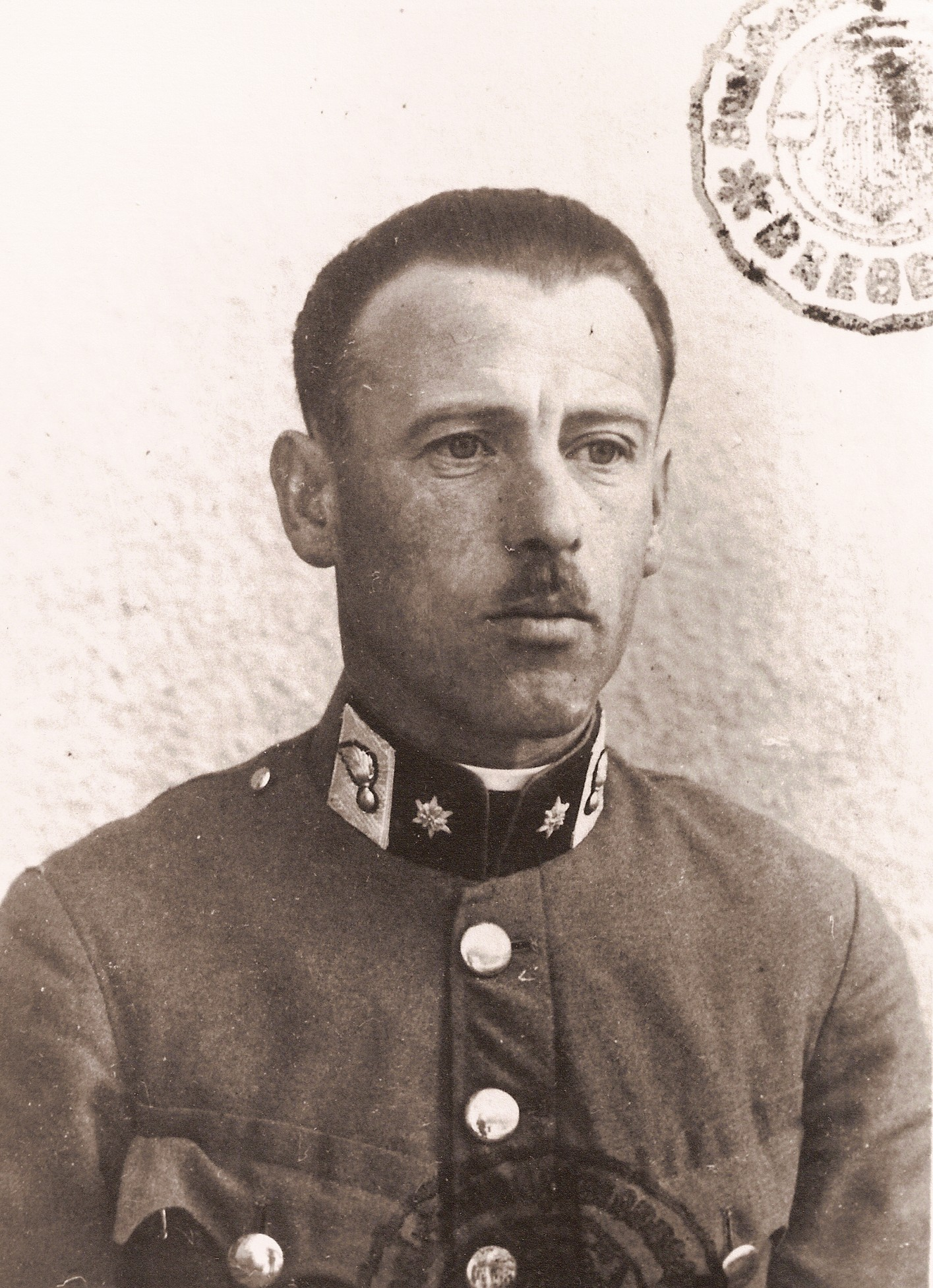
Der Gendarm Hugo Lunardon wurde wegen seines Widerstands gegen die Nationalsozialisten im Konzentrationslager Mauthausen getötet

Nach dem sogenannten Anschluss Österreichs an das Deutsche Reich wurde die Bundesgendarmerie (nebst der uniformierten österreichischen Polizei) als solche aufgelöst, das Personal übernahm bis Ende April 1938 die deutsche Ordnungspolizei. Analog vollzog sich die Überführung der österreichischen Kriminalpolizei in die deutsche Sicherheitspolizei. Die vormals österreichischen Gendarmen und Polizisten wurden somit Teil des nationalsozialistischen Gewaltapparats. Umgekehrt internierten die neuen Machthaber viele Polizei- und Gendarmerieoffiziere, aber auch niederrangige Gendarmen, in Konzentrationslagern. Eine weitere große Anzahl wurde neutralisiert bzw. kaltgestellt, indem man sie pensionierte, aus dem Dienst entließ oder strafversetzte. Bei Kriegsende waren es mitunter ehemalige, aber auch im deutschen Polizeidienst aktive ehemalige Bundesgendarmen und Exekutivbeamte, die bei der Vertreibung der deutschen Truppen aus Österreich halfen.
| Niedere Beamte sowie Wehrmachtsmannschaften und -unteroffiziere | |                                                     |
| Probegendarm                                                    | Anwärter / Gendarmeriewachtmeister                                                                 | Schütze usw., Oberschütze, Gefreiter, Obergefreiter |
| Gendarm                                                         | Gend.Oberwachtmeister                                                                              | Unteroffizier                                       |
| Patrouillenleiter                                               | Gend.Bezirksoberwachtmeister                                                                       | Unterfeldwebel/Unterwachtmeister                    |
| Rayonsinspektor                                                 | Gend.Hauptwachtmeister                                                                             | Feldwebel/Wachtmeister (Kavallerie/Artillerie)      |
| Revierinspektor                                                 | Gend.Meister                                                                                       | Oberfeldwebel/Oberwachtmeister                      |
| Bezirksinspektor                                                | Gend.Obermeister (ab Januar 1940 Revierleutnant)                                                   | Stabsfeldwebel/Stabswachtmeister                    |
| (keine Entsprechung)                                            | Gend.Inspektor (ab Januar 1940 Revieroberleutnant, mit über 5 Jahren im Rang aber Revierhauptmann) | (keine Entsprechung)                                |
| (keine Entsprechung)                                            | Gend.Oberinspektor (ab Januar 1940 Revierhauptmann)                                                | (keine Entsprechung)                                |
| Offiziere                                                       | |                                                     |
| (keine Entsprechung)                                            | Leutnant der Gendarmerie                                                                           | Leutnant                                            |
| Oberleutnant                                                    | Oberleutnant d. Gend.                                                                              | Oberleutnant                                        |
| Rittmeister                                                     | Hauptmann d. Gend.                                                                                 | Hauptmann/Rittmeister (Kavallerie/Artillerie)       |
| Stabsrittmeister                                                | Hauptmann d. Gend.                                                                                 | Hauptmann/Rittmeister                               |
| Major                                                           | Major d. Gend.                                                                                     | Major                                               |
| Oberstleutnant                                                  | Oberstleutnant d. Gend.                                                                            | Oberstleutnant                                      |
| Oberst                                                          | Oberst d. Gend.                                                                                    | Oberst                                              |
| General                                                         | Generalmajor der Ordnungspolizei (d. OP)                                                           | Generalmajor                                        |

Die Tabelle gibt den Stand unmittelbar bei Überführung der Bundesgendarmerie in die deutsche Gendarmerie wieder. Nach (und auch schon vor) 1938 änderten und ergänzten sich die Rangbezeichnungen der deutschen Ordnungspolizei wiederholt. Beispielsweise entfiel im April 1941 bei den Nicht-Offizieren die dem Dienstgrad vorangestellte Spartenbezeichnung. Stattdessen wurde sie nun hintan platziert, wie es bei den Offizieren bereits der Fall war. Aus dem Gendarmeriemeister wurde nun der Meister der Gendarmerie usw. Ebenso änderte sich, im April 1941, bei den Nicht-Offizieren wieder einmal das Rangverhältnis zwischen Polizei und der Wehrmacht: Indem der Wachtmeister d. Gend. zum niedersten Unterführer aufstieg, rückten die über ihm angesiedelten Unterführer, in Bezug zu ihrem Wehrmachtsäquivalent, um jeweils eine Stufe auf. Damit rangierte bspw. der Hauptwachtmeister d. Gend. nicht mehr mit dem Feldwebel, sondern mit dem Oberfeldwebel. Der Meister d. Gend. entsprach nun dem Stabsfeldwebel, während der Obermeister d. Gend. jetzt keine Äquivalent mehr besaß, sondern zwischen Stabsfeldwebel und Leutnant der Wehrmacht stand. Nach der Wiedererlangung der (Teil-)Souveränität, 1945, blieben unter dem Nationalsozialismus erlangte Beförderungen bei dem Wiedereintritt in die restituierte Bundesgendarmerie mitunter unberücksichtigt. Entsprechend wurde die betreffenden Gendarmen nur mit jenem Dienstgrad wieder eingestellt, den sie bei Auflösung der alten Bundesgendarmerie 1938 innegehabt hatten. Andere Gendarmen konnten hingegen, abhängig vom Einzelfall, unter dem NS-Regime begonnene Karrieren im Polizeiapparat auch nach 1945 ungebrochen fortsetzen.

### Zeit ab 1945 bis zur Auflösung der Gendarmerie 2005

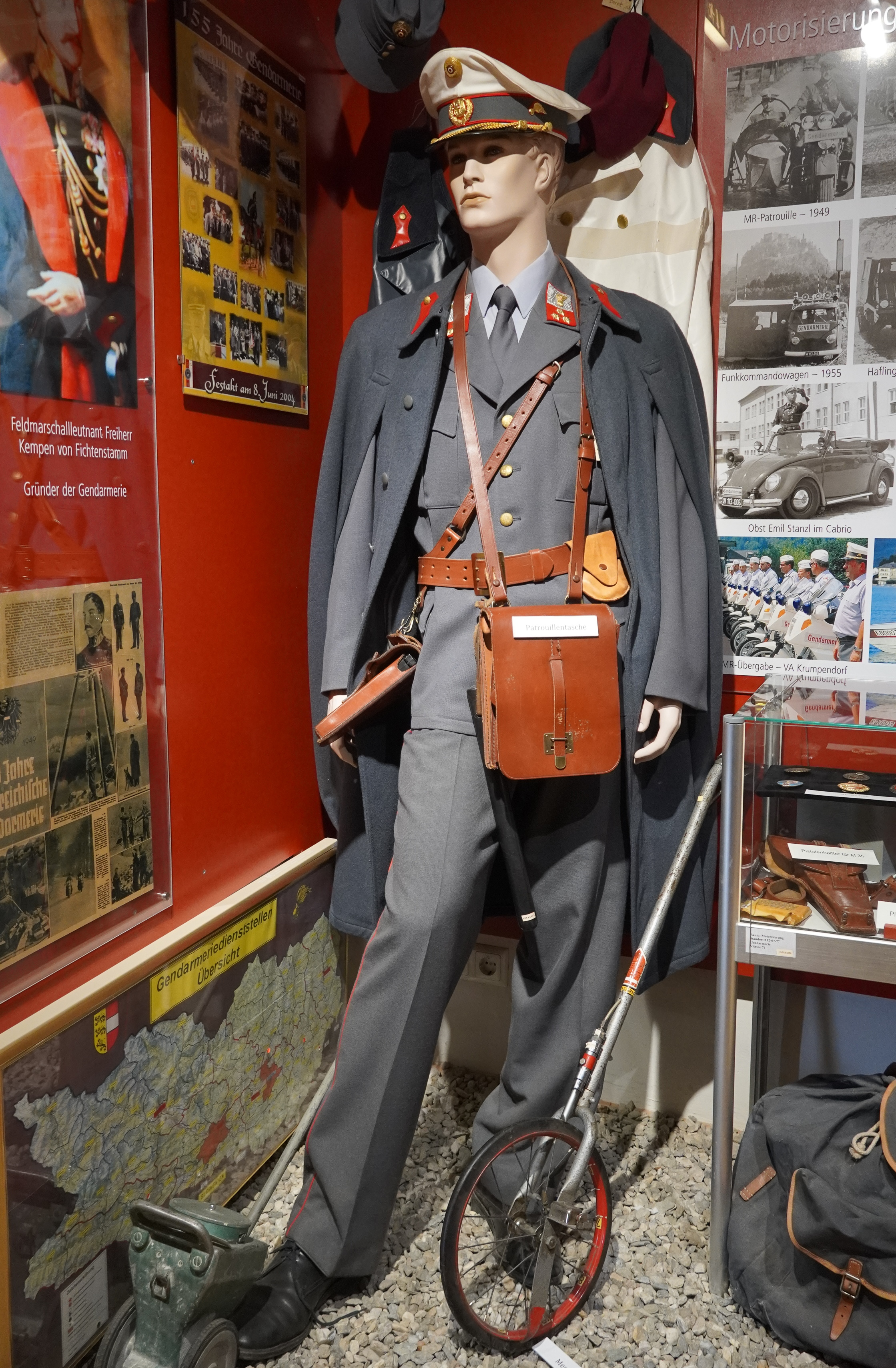
Gendarmerieuniform (ca. 1960er Jahre)

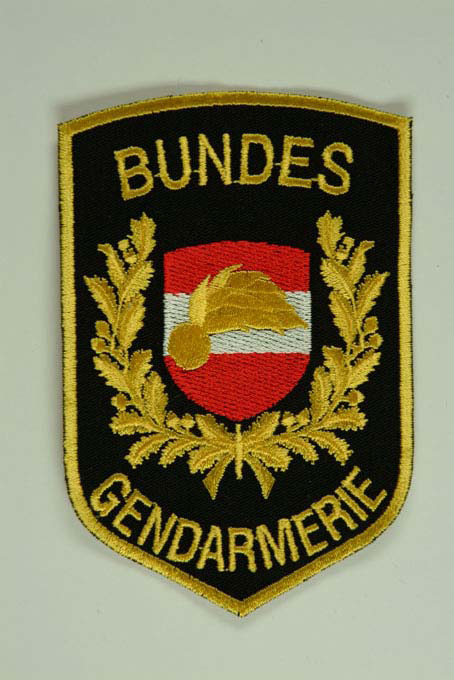
Ärmelabzeichen der Bundesgendarmerie

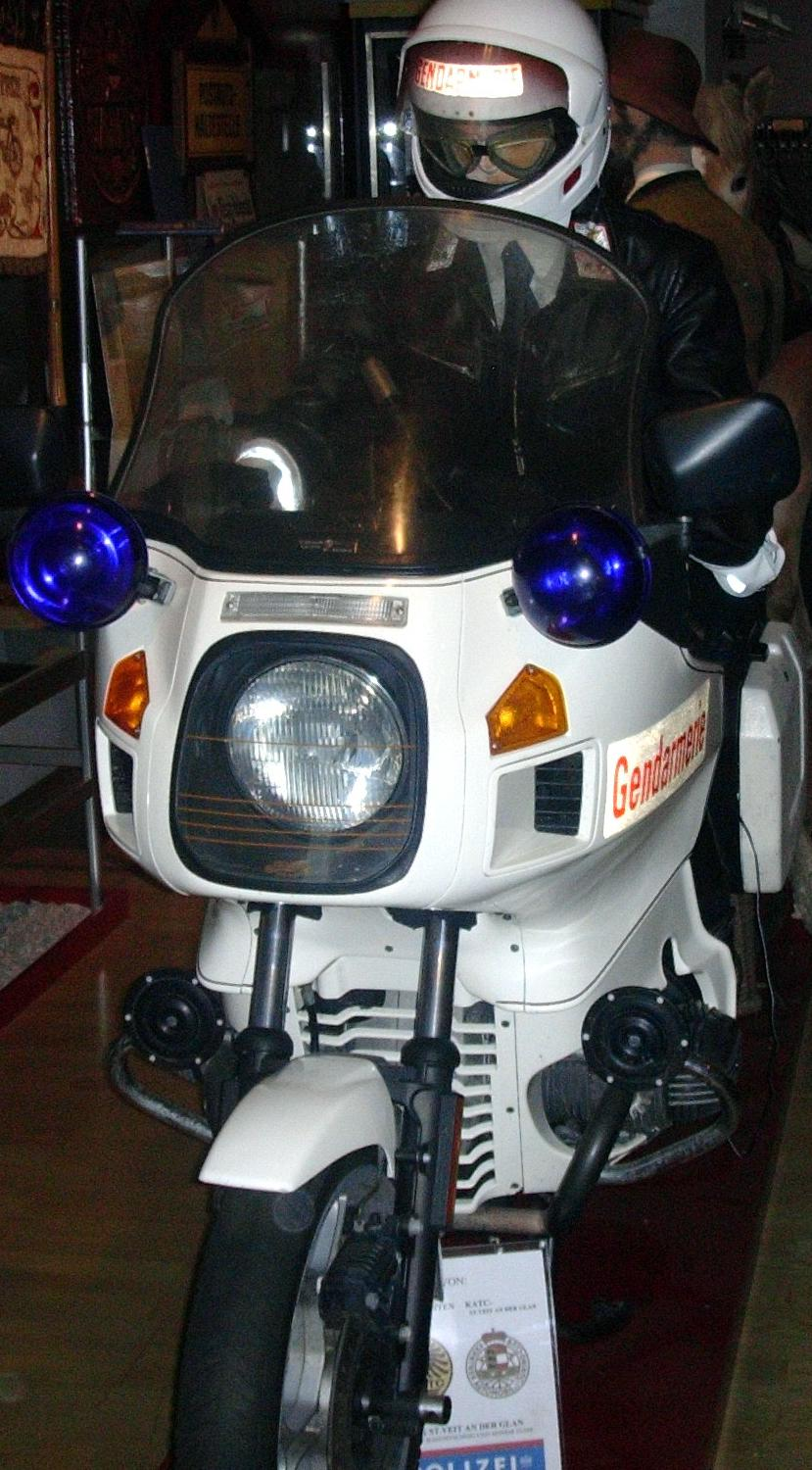
Motorrad der Gendarmerie (BMW R 80, Bj. 12/1993, im Einsatz bis 10/2006 mit dem Kennzeichen BG-2855), Museum St. Veit

Mit der Wiedererrichtung der Republik Österreich wurde 1945 ein Gendarmeriekommando eingerichtet. Zu Beginn war die Verfügungsgewalt über die Exekutive umstritten, weswegen die Gendarmerie anfänglich mit wenigen Beamten auskommen musste. Dieser Umstand besserte sich jedoch bald so weit, dass die Gendarmerie wieder in der Lage war, ein Mindestmaß an staatlicher Ordnung zu gewährleisten. Als die Kommunistische Partei Österreichs die Oktoberstreiks 1950 ausrief, war es unter anderem auf den behutsamen Einsatz der Sicherheitskräfte zurückzuführen, dass der Aufstand relativ unblutig beendet werden konnte.
1952 wurde die B-Gendarmerie, eine mit schweren Waffen verstärkte Gendarmerieeinheit, aufgestellt, die nach dem Abschluss des Staatsvertrags den Grundstock des Bundesheers bildete. Es ist nicht sicher, ob das Kürzel „B“ für Bereitschafts- oder Besondere Gendarmerie stehen sollte. Diese paramilitärische Einheit hätte im Falle einer Invasion der sowjetischen Armee in den westlichen Besatzungszonen Österreichs eingesetzt werden sollen.

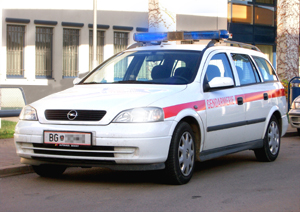
Streifenwagen der Gendarmerie (Opel Astra G Caravan)

Die Bundesgendarmerie war bis 30. Juni 2005 neben Bundessicherheitswachekorps und dem Kriminalbeamtenkorps („Polizei“) ein – wenngleich militärisch organisierter – ziviler Wachkörper in Österreich. Die Gendarmerie war für alle Teile Österreichs örtlich zuständig. Ausgenommen davon waren die Bundeshauptstadt Wien und die Landeshauptstädte (außer Bregenz) sowie vereinzelt andere größeren Städte Österreichs (meist Statutarstädte). Insgesamt gab es also in den 15 größten Städten Österreichs (mit Ausnahme der Vorarlberger Städte Dornbirn, Feldkirch und Bregenz) Polizei, für den Rest war die Gendarmerie zuständig. Sie sorgte somit für die Sicherheit von rund zwei Drittel der Bevölkerung auf etwa 98 % des österreichischen Staatsgebietes.

Gendarmerieposten

Es gab neben den einzelnen Gendarmerieposten in den Gemeinden, die in letzter Zeit vermehrt zusammengelegt wurden, eine Verkehrsabteilung, eine Kriminalabteilung und eine Grenzgendarmerie. Für spezielle Einsätze unterhielt die Gendarmerie-Sondereinheiten wie z. B. Hundeführer, Alpingendarmen, Flugretter und Strahlenspürer.
Die OPEC-Geiselnahme in Wien 1975 führte zur Gründung eines Gendarmerie-Sonderkommandos, des Gendarmerieeinsatzkommandos GEK „Cobra“ das mittlerweile den Namen Einsatzkommando Cobra (EKO Cobra) trägt. Diese Sondereinheit trainiert in der Nähe von Wiener Neustadt und wird vor allem bei Terrorakten und Kidnapping, aber auch bei anderen besonders gefährlichen Einsätzen alarmiert.
Ferner gibt es im Rahmen der Cobra seit 1981 sogenannte Sky-Marshals, die als zivile Begleiter bei gefährdeten Flügen österreichischer Fluggesellschaften mitfliegen.
Neben dem GEK Cobra als „der“ Eliteeinheit in Österreich verfügte jedes Landesgendarmeriekommando noch über „Sondereinsatzgruppen SEG“ für Einsätze mit mittlerer Gefährdungsstufe. Die SEG-Beamten waren ehemalige GEK-Männer die danach wieder an die jeweiligen Gendarmerieposten zurückkehrten und in einem Einsatzfall zusammengezogen wurden. SEG bildeten bei größeren Einsätzen auch die Speerspitze bis zum Eintreffen des GEK und waren z. B. für gefährliche Alarmfahndungen zur Unterstützung der regionalen Posten vorgesehen.
Für Großeinsätze wie Großveranstaltungen, Konzerte, Fußballspiele, Demonstrationen, gab es außerdem in jedem Bundesland eine „Gendarmerie Einsatzeinheit EE“. Diese bestand aus speziell ausgebildeten Gendarmen die ebenfalls bei einem Einsatz aus den einzelnen Posten zusammengezogen wurden.
Im Rahmen der seit 2002 laufenden Reorganisation der österreichischen Wachkörper sollten Gendarmerie, Bundessicherheitswachekorps und Kriminalbeamtenkorps zusammengelegt werden. Am 9. Dezember 2004 war vom Nationalrat mit den Stimmen von ÖVP und FPÖ beschlossen worden, dass die Zusammenlegung am 1. Juli 2005 stattfindet und es dann nur mehr einen einheitlichen Wachkörper mit dem Namen Bundespolizei gibt.
Zum Zeitpunkt der Zusammenlegung von Gendarmerie, Bundessicherheitswachekorps und Kriminalbeamtenkorps zur Bundespolizei am 1. Juli 2005 umfasste Erstere ca. 15.000 Beamte.
Es wurde im Zuge der Reform und Zusammenlegung zur neuen Bundespolizei versucht, das „alte“ Gendarmeriesystem, welches insbesondere in Hinsicht auf die Dienstverrichtung in der Bundeshauptstadt Wien als ungeeignet erschien, auf die Zuständigkeitsbereiche der ehemaligen Bundessicherheitswache überzustülpen.
Durch den traditionell größeren Einfluss der Gendarmerie im Bereich des Innenministeriums wird bemängelt, dass auch die Zusammenlegung unter der Federführung der ehemaligen Gendarmen vonstattenginge. Dies könne man auch daran erkennen, dass ein überwältigender Teil der Spitzenfunktionen innerhalb der neuen Bundespolizei von ehemaligen Gendarmen besetzt wurde. Unter dem Slogan „Polizei steht drauf, Gendarmerie ist drin“ wird diese Kritik zusammengefasst. Was dies für die Qualität der Arbeit, insbesondere im städtischen Bereich, bedeutete, zeigte auch die Einschätzung ehemaliger Spitzenbeamter, die zu ähnlichen Schlüssen kamen.
Die Öffentlichkeit hatte sich anfangs nicht vollständig an den neuen Namen gewöhnt. So las man auch Jahre nach der Zusammenlegung in den Medien oft von der Alpingendarmerie, teilweise wurde außerdem der Begriff „Polizeiposten“ (von Gendarmerieposten) statt Polizeiinspektion verwendet. Nach wie vor findet der umgangssprachliche Begriff „Schanti“ (= Gendarm) Verwendung.
Nach der Auflösung wurde das Symbol der Gendarmerie, die flammende Granate, vom 2007 neu aufgestellten Kommando Militärstreife und Militärpolizei (Kdo MilStrf&MP), einem neuen Spezialverband des Österreichischen Bundesheeres, in leicht abgewandelter Form übernommen. Die Granate wurde gewählt, da sie national und international (viele MP-Verbände führen sie in ihren Wappen) bekannt ist und von jeher auch ein Erkennungszeichen militärischer Eliteeinheiten ist.
Von 1945 bis 2005 kamen im Dienst 260 Gendarmeriebeamte ums Leben, davon 71 durch Gewaltverbrechen.

## Ehemalige Organisationsstruktur
- Bundesministerium für Inneres (BMI)
  - Generaldirektion für die öffentliche Sicherheit (Sektion II des BMI)
    - 9 Sicherheitsdirektionen (SiD) in allen Bundesländern
      - 8 Landesgendarmeriekommanden (LGKdo) in allen Bundesländern außer Wien
        - Bezirksgendarmeriekommanden (BGK)
          - Gendarmerieposten (GP), Grenzüberwachungsposten (GÜP) und Grenzkontrollstellen (Greko)